# ویلیام لی گلدن
ویلیام لی گلدن (متولد ۱۲ ژانویه ۱۹۳۹) یک خواننده موسیقی کانتری و نقاش اهل بروتن است. او بیشتر برای عضویت در اوج ریج بویز شناخته می‌شود.